# كانغ سونغ-سان
كانغ سونغ-سان هو سياسي كوري شمالي، ولد في 3 مارس 1931 في احتلال اليابان لكوريا، وتوفي في 2007 بسبب مرض. نشط حزبياً في حزب العمال الكوري.